# Аксіоми зліченності
Аксіоми зліченності — в математиці, властивість деяких математичних об'єктів, що стверджує існування зліченної множини з деякими властивостями. Без цієї аксіоми, існування такої множини не може бути доведено.
Важливими аксіомами зліченності для топологічних просторів є:
- секвенційний простір: множина є відкритою, якщо для кожної послідовністі збіжної до точки цієї множини, хвіст послідовності належить множині.
- перша аксіома зліченності: для кожної точки множини існує зліченний набір відкритих множин, такий, що будь-який окіл цієї точки буде містити хоча б одну множину цього набору.
- друга аксіома зліченності: існує зліченний набір відкритих множин, такий, що будь-яку відкриту множину можна подати як об'єднання множин з цього набору.
- сепарабельний простір: топологічний простір в якому існує не більш ніж зліченна всюди щільна множина.
- Ліндельофів простір: топологічний простір у якому кожне відкрите покриття має зліченне підпокриття
- σ-компактний простір: топологічний простір, якщо він є об'єднанням зліченної множини компактних просторів.

## Відношення між ними
- Першо-зліченний простір є секвенційним;
- Друго-зліченний простір є першо-зліченним, сепарабельним та Ліндельофовим;
- σ-компактний простір є Ліндельофовим;
- метричний простір є першо-зліченним;
- для метричних просторів властивості друго-зліченності, сепарабельності та Ліндельофа є еквівалентними.

## Схожі концепції
Іншими прикладами математичних об'єктів з аксіомами зліченності є сигма-скінченна вимірна множина, ґратки зліченного типу.